# Los peque-cíclopes
Los peque-cíclopes es una obra de literatura infantil de género fantástico, creada por el escritor y periodista madrileño Rubén Serrano, que fue publicada por primera vez en España en el año 2004.
En 2009, la Asociación para el Fomento de la Educación Portal (a través de su sello editorial internacional PortalEditions) adquirió los derechos para su publicación en castellano y otras lenguas, incorporándola a un programa educativo dirigido a centros docentes
. Asimismo, el libro ha formado parte de un programa pionero para estimular la lectura del idioma español en el Sahara Occidental y ha sido elegido por Unicef para formar parte de la metodología del retorno a la alegría y contribuir a la recuperación psico-afectiva de la infancia de Haití tras el terremoto del 12 de enero de 2010.
Ilustrada el dibujante Rubén Francia, cuenta con una imagen de cubierta realizada por el prestigioso artista Alberto Pirrongelli, conocido por sus trampantojos y por ser el autor, durante décadas, de los carteles de los cines de la Gran Vía de Madrid.

## Argumento
El título de la obra hace referencia a unas pequeñas criaturas ficticias, procedentes de otro mundo, cuya principal característica es la de poseer un único ojo, como los cíclopes de la mitología griega. De ahí que los humanos pasen a darles el nombre de mini-cíclopes o peque-cíclopes.
Se trata de unos pequeños seres regordetes, esponjosos y brillantes, de color amarillo. Su cuerpo es redondeado, sin pelo ni vello, con brazos y patas cortos. Su cabeza tiene forma de pera, y en ella destacan su único ojo y una gran boca sin dientes que parece sonreír permanentemente. También resulta evidente la ausencia de nariz.
A pesar de ser completamente inofensivos, la llegada masiva de estos seres a la Tierra (a través de portales interdimensionales) causa una crisis a nivel mundial, pues acaban amontonándose por todas partes, creando así un inevitable caos.
Gobernantes, científicos y militares se afanan por hallar una solución y resolver semejante emergencia, que ni las naciones más poderosas del planeta son capaces de solventar. Y es que los peque-cíclopes parecen no darse cuenta de que nuestro mundo está habitado. Además, resultan ser extremadamente resistentes y nada puede acabar con ellos, por lo que tampoco sirve emplear la fuerza contra ellos.
Finalmente, dos jóvenes hermanos serán los que descubran el modo de comunicarse con los peque-cíclopes, haciéndoles entender el problema que han generado. A partir de ese instante, los pequeños seres comenzarán un nuevo éxodo, en busca de otro planeta deshabitado en el que establecerse.